# مزرعه علی سیرجانی
مزرعه علی سیرجانی یک منطقهٔ مسکونی در ایران است که در دهستان ریزآب واقع شده‌است.